# Placogorgia tenuis
Placogorgia tenuis är en korallart som först beskrevs av Addison Emery Verrill 1883.  Placogorgia tenuis ingår i släktet Placogorgia och familjen Plexauridae. Inga underarter finns listade i Catalogue of Life.